# Ellichleben

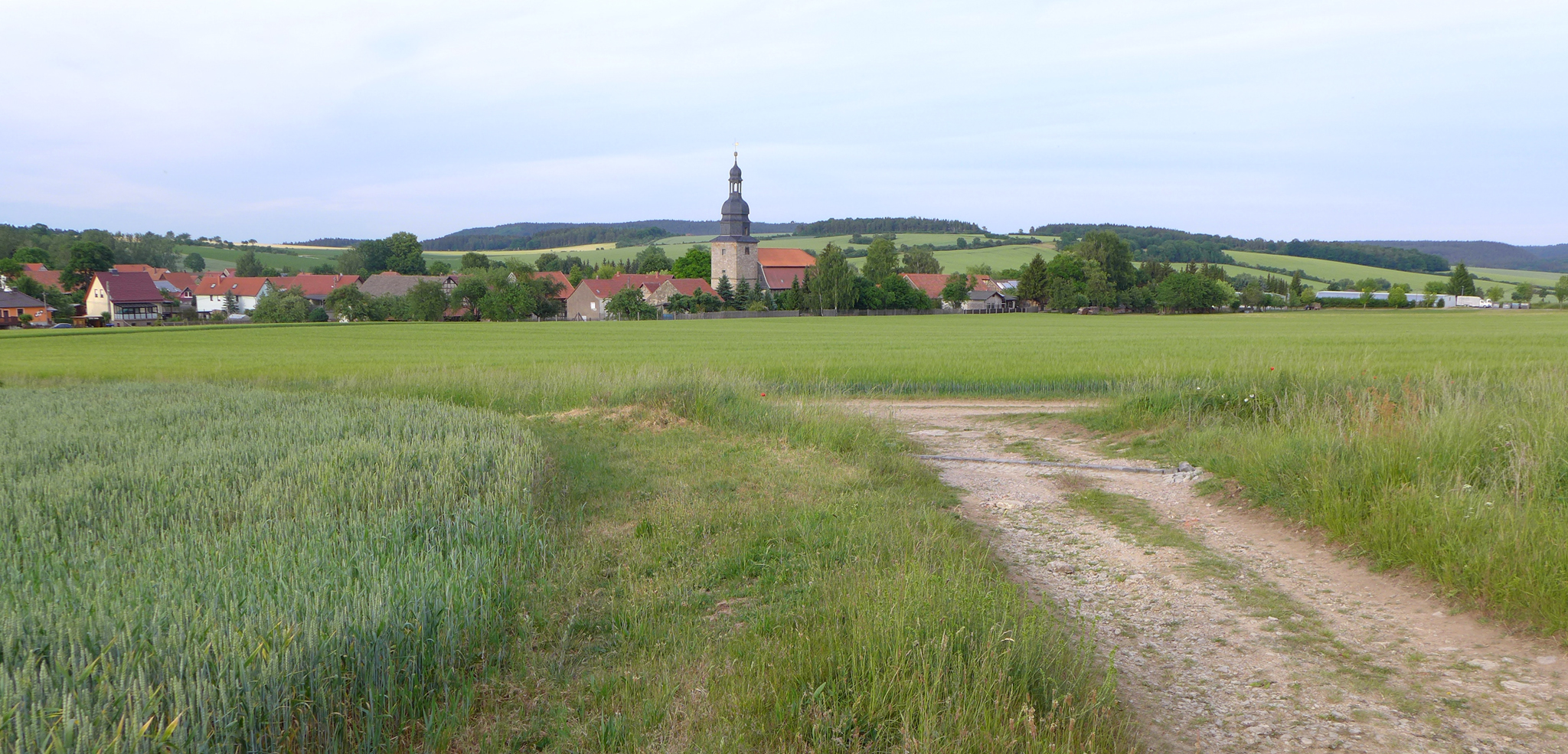
Landschaft mit Kirche Ellichleben

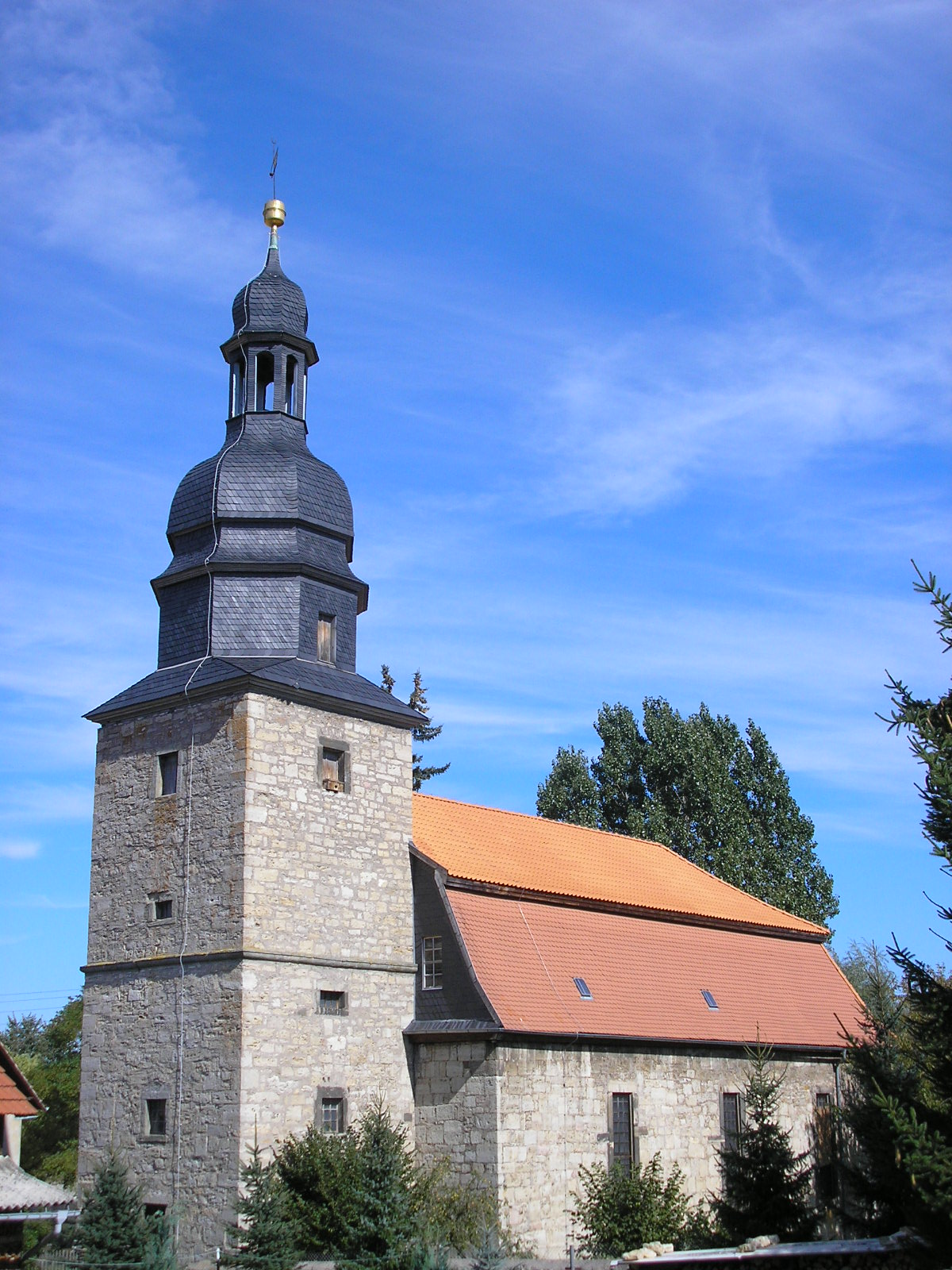
Dorfkirche

Ellichleben ist ein Ortsteil der Gemeinde Witzleben im Ilm-Kreis (Thüringen) mit 242 Einwohnern (Stand: 1. Juni 2010).

## Geografie
Ellichleben liegt im äußersten Südosten des Thüringer Beckens. Südlich steigt die Landschaft steil zum 446 Meter hohen Hettstedter Berg an. Im Osten öffnet sich das Tal Richtung Ilmtal. Hier liegt auch der Nachbarort Dienstedt. Nördlich und westlich von Ellichleben erstrecken sich weite Ackerflächen. Wenig westlich von Ellichleben folgt das Dorf Witzleben. Ellichleben liegt in etwa 350 Metern Höhe und wird vom Mettbach durchflossen. Dessen Quelle liegt bei Achelstädt nordwestlich und seine Mündung in die Ilm erfolgt in Dienstedt im Südosten.

## Geschichte
Die Ersterwähnung des Ortes fällt ins Ende des 12. Jahrhunderts, womit Ellichleben für diese Region vergleichsweise jung ist. Bis 1920 gehörte der Ort zur Oberherrschaft des Fürstentums bzw. Freistaats Schwarzburg-Rudolstadt (Amt Stadtilm), danach kam er zum Landkreis Arnstadt, dessen Nachfolger der heutige Ilm-Kreis ist. Seit 1965 gehört das Dorf zur Gemeinde Witzleben, vorher bildete es eine eigene Gemeinde.

## Kirche
Die Kirche „Zum Frieden Gottes“ in Ellichleben, erbaut um 1720, ist besonders sehenswert. Sie wurde auf den Grundmauern eines zerstörten Vorgängerbaus errichtet und wirkt auf den ersten Blick sehr schlicht. So sind der Turm und das Langhaus aus unverputztem Quader- und Bruchsteinmauerwerk errichtet. Der zweite Blick ins Innere des Gotteshauses enthüllt eine prunkvolle und barocke Innenausstattung mit zweifach gebrochener Holztonne und zweigeschossigen Emporen. In den Jahren 1770 und 1777 überstand diese Ausstattung sogar zwei große Brände. Das Langhaus wird von einem voll abgewalmten Mansarddach überdeckt. Die Brüstungsfelder sind mit Rankenornamentik ausgemalt. Am Logeneinbau unter der Südempore wird das Rankenmotiv in Form eines geschnitzten Gitters wieder aufgenommen. Der Kanzelaltar im Osten ist architektonisch aufgebaut, der Taufstein stammt aus der zweiten Hälfte des 15. Jahrhunderts. Die Orgel auf der Westempore wurde 1776 von Johann Daniel Schulze aus Milbitz erbaut. Die 20 klingenden Stimmen des Instruments sind verteilt auf ein Hauptwerk, ein Oberwerk und ein Pedal.
In den 1960er Jahren wurde die Orgel durch Vandalen und eingetretenes Regenwasser zerstört und unbespielbar. Dieser Problematik nahm sich der 2003 gebildete Förderverein zur Erhaltung der Orgel Ellichleben e. V. an. Um erneut Leben in das alte Instrument zu hauchen, veranstaltete er verschiedene Aktionen wie Konzerte und Theateraufführungen, um Geld für die Restaurierung der Orgel zu sammeln. So konnte die Reparatur (mit finanzieller Unterstützung öffentlicher und kirchlicher Einrichtungen) von der Orgelbaufirma Schönefeld in Stadtilm 2010 abgeschlossen und die barocke Schulze-Orgel am 20. Juni offiziell geweiht und wieder in Betrieb genommen werden.

## Wirtschaft und Infrastruktur
Die Wirtschaft Ellichlebens wird, wie die der Nachbarorte auch, von der Landwirtschaft dominiert. Die Ebenen der Umgebung sind relativ fruchtbar, sodass viele verschiedene Nutzpflanzen angebaut werden können.
Ellichleben liegt an der Landesstraße von Arnstadt nach Rudolstadt. Die B 87 (Ilmenau–Weimar) verläuft etwa zwei Kilometer südöstlich des Ortes. Die nächstgelegenen Bahnhöfe gibt es in Stadtilm (Strecke Erfurt–Saalfeld) und Kranichfeld (nach Weimar).